# کارل اریک هلمبرگ
کارل اریک هلمبرگ (انگلیسی: Carl-Erik Holmberg; ۱۷ ژوئیهٔ ۱۹۰۶ – ۵ ژوئن ۱۹۹۱) بازیکن فوتبال اهل سوئد بود.
از باشگاه‌هایی که در آن بازی کرده‌است می‌توان به باشگاه فوتبال اورگریته اشاره کرد.
وی همچنین در تیم ملی فوتبال سوئد بازی کرده‌است.